# Niedere Vereinigung
Die Niedere Vereinigung war ein Bündnis zwischen den Reichsstädten Straßburg, Basel, Colmar und Schlettstadt, den Bischöfen von Basel und Straßburg, der Alten Eidgenossenschaft sowie Herzog Siegmund von Österreich, Regent von Vorderösterreich und Tirol, das während der Burgunderkriege 1474–1477 die antiburgundische Liga zusammenhielt. Der Begriff „Niedere“ Vereinigung leitet sich von der Unterscheidung der „oberen“, d. h. oberdeutschen Vereinigung der Eidgenossen her.

## Geschichte
Im Kern der Niederen Vereinigung steht ein Bündnisprojekt der vier Reichsstädte Straßburg, Basel, Colmar und Schlettstadt, das 1473 gegen die Expansionspolitik des Herzogs Karl „des Kühnen“ von Burgund gerichtet war. Kaisersberg, Oberehnheim (Obernai) und weitere Städte beantragten 1474 ebenfalls Aufnahme. Karl hatte 1469 von Herzog Siegmund von Österreich die habsburgischen Besitzungen im Elsass und Breisgau als Pfand erkauft, womit die Reichsstädte in den unmittelbaren burgundischen Machtbereich gerieten. Sukzessive schlossen sich den Reichsstädten weitere Partner an, so kleinere elsässische Städte und die Bischöfe von Straßburg und Basel und am 31. März 1474 auch die acht Orte der Alten Eidgenossenschaft für zehn Jahre. Nach Verhandlungen in Konstanz wurde das Bündnis schließlich noch um Herzog Siegmund von Österreich erweitert, dem die Reichsstädte 76.000 Gulden vorstreckten, um die verpfändeten Gebiete auszulösen. In diesem Rahmen kam es auch zur vorläufigen Versöhnung zwischen Siegmund und den Eidgenossen in der sogenannten Ewigen Richtung. Auch Herzog René II. von Lothringen, einer der Hauptgegner Karls, trat der Niederen Vereinigung bei. Neben der außenpolitischen Stoßrichtung diente das Bündnis auch der Aufrechterhaltung des Landfriedens im oberdeutschen Raum.
Noch im gleichen Jahr eröffnete die Niedere Vereinigung an der Seite der Eidgenossenschaft den Krieg gegen Karl den Kühnen, der bis 1477 in den sogenannten Burgunderkriegen besiegt und getötet wurde. In den Schlachten von Grandson, Murten und Nancy kämpften größere Kontingente der elsässischen Städte sowie der Herzöge von Österreich und Lothringen an der Seite der Eidgenossen. Nach dem Ende der Burgunderkriege und dem Ablauf des zehnjährigen Bündnisses mit der Eidgenossenschaft zerfiel das Bündnis wieder.

### Die „Niedere Vereinigung“ von 1493
1493 wurde unter dem Namen „Niedere Vereinigung“ erneut ein Bündnis zwischen den elsässischen Städten ohne Basel und dem Regenten von Vorderösterreich geschlossen. Dieses Bündnis war nun jedoch gegen die Eidgenossenschaft gerichtet und kämpfte 1499 im Schwabenkrieg an der Seite des deutschen Königs Maximilian I. gegen die Eidgenossen. Diese zweite Niedere Vereinigung löste sich 1508 auf und wurde trotz Bemühungen Maximilians nicht wieder erneuert.

## Mitglieder
- Oberrheinische Reichsstädte:
  -  Basel
  -  Straßburg
  -  Colmar
  -  Schlettstadt
- Eidgenossenschaft:
  -  Zürich
  -  Bern
  -  Luzern
  -  Uri
  -  Schwyz
  -  Unterwalden
  -  Glarus
  -  Zug
- Bistum Basel
- Bistum Straßburg
- Oberösterreich (unter Herzog Siegmund)
- Lothringen (unter Herzog René II.)